# Đại học Triết học và Giáo dục Dòng tên Ignatianum
Đại học Ignatianum ở Kraków (trước đây là Đại học Triết học và Giáo dục Dòng Tên Ignatianum) là một trường đại học Dòng Tên chính thức được công nhận bởi nhà nước Ba Lan. Nó có các khoa triết học đào tạo trình độ thạc sĩ và tiến sĩ và giáo dục trình độ thạc sĩ.

## Lịch sử
Ignatianum bắt nguồn từ năm 1867 khi trung tâm khoa học mô phạm Hội thảo Cracoviense Societatis Jesu được thành lập tại Kraków. Năm 1932, Khoa Triết học của Hiệp hội Jesus tại Kraków đã nhận được các quyền của một trường đại học công giáo. Năm 1989, sau những thay đổi xã hội ở Ba Lan, Dòng tên có thể thành lập Ignatianum, một địa vị pháp lý của Đại học Papal. Nó có các khoa triết học và giáo dục đào tạo thạc sĩ, cũng như tiến sĩ triết học, thông qua thỏa thuận giữa Chính phủ và các giám mục Công giáo ở Ba Lan.
Vào tháng 10 năm 1989, Viện Văn hóa Tôn giáo được thành lập, một chương trình nghiên cứu triết học và thần học kéo dài hai năm cho giáo dân, và năm 1990, khoa sư phạm tôn giáo đào tạo giáo viên giáo dục tôn giáo. Ngày 1 tháng 10 năm 2011, tên trường được đổi từ Đại học Triết học và Giáo dục Dòng tên thành Đại học Ignatianum. Từ năm 2012, Ignatianum đã trao bằng Tiến sĩ Nhân văn trong lĩnh vực nghiên cứu văn hóa và triết học.
Khoa triết học cung cấp các chuyên ngành về triết học, nghiên cứu văn hóa, tâm lý học, và báo chí và truyền thông công cộng. Bộ giáo dục cung cấp các chuyên ngành sư phạm, nghiên cứu chính trị, công tác xã hội, hành chính và chính sách công, và triết học tiếng Anh. Các khóa học toàn thời gian có thể được tham gia thông qua học trên trang web.

## Cung cấp thêm
Trong Đại học Thời đại thứ ba, Ignatianum cung cấp các khóa học cho nhóm 50 tuổi trở lên, để giúp họ đóng góp cho xã hội trong những năm tiến bộ của họ. Ngoài ra còn có một học viện dành cho trẻ em.
Từ năm 1973 Ignatianum đã xuất bản nhiều cuốn sách và 6 tạp chí khoa học: hai cái hàng năm - Niên giám thống của Khoa Triết học và Niên giám thống của Khoa Giáo dục - và ba tạp chí xuất bản hai lần một năm - Diễn đàn triết học, Perspectives Văn hóa, và Horizons Giáo dục - cùng với Horizons của Chính trị. Thư viện Dòng Tên trên trang web có hơn 400.000 quyển sách và hơn 500 tạp chí (170 nước ngoài); Có phòng đọc sách hiện đại. Danh mục của thư viện được vi tính hóa và có thể truy cập trên Internet. Các nhân viên học tập tại trường bao gồm 270 giáo viên và học giả nghiên cứu. Có 3730 sinh viên.